# Tlilapan (municipalité)
La municipalité de Rafael Tlilapan est l'une des 212 municipalités de l'État de Veracruz, et est située dans la partie centrale de cet État. Elle se situe à l'ouest du golfe du Mexique, sur les contreforts de la chaîne de montagnes de la Sierra Madre orientale, et fait partie du bassin versant de la rivière Río Blanco, affluent nord du fleuve Río Papaloapan. Son chef-lieu est la ville éponyme de Tlilapan. Elle dépend de la région administrative de Las Montañas, qui est une des 10 subdivisions administratives de l'État de Veracruz. Elle fait également partie de la "Zona metropolitana de Orizaba", qui regroupe autour de la ville de Orizaba les municipalités faisant partie de sa sphère d'influence.

## Géographie
La municipalité de Rafael Tlilapan fait partie du bassin versant de la rivière Río Blanco, et est traversée l'un de ses affluents, la rivière Matzinga, qui elle-même reçoit au sud les eaux de la rivière San Andres et du Río de los Berros. Assise sur les contreforts de la chaîne de montagnes de la Sierra Madre orientale, son altitude oscille entre 900 et 1800 mètres. Son chef-lieu, la ville éponyme de Tlilapan, se trouve dans les confins nord-ouest de son territoire, en situation de conurbation avec les villes de Rafael Delgado et de Jalapilla, dans la municipalité de Rafael Delgado, elles-mêmes jointives à la vile d'Orizaba, située au nord. Son territoire couvre une superficie de 11,1 km2, et était peuplé en 2015 de 5258 habitants, pour une densité de 475,4 km2.
Cette municipalité fait partie de la Zona metropolitana de Orizaba (es), qui est composée des municipalités de Orizaba, Ixtaczoquitlán, Camerino Z. Mendoza, Río Blanco, Nogales, Mariano Escobedo, Ixhuatlancillo, Rafael Delgado, Atzacan, Maltrata, Huiloapan de Cuauhtémoc et Tlilapan, pour une population totale de 465 175 habitants.
Elle est limitrophe au nord et à l'ouest de celle de Rafael Delgado, au sud de celles de San Andrés Tenejapan et de Magdalena, et à l'est de celle de Ixtaczoquitlán.

## Composition et démographie
La municipalité était composée en 2015 de 7 localités, dont une seule était considérée comme urbaine, les autres étant rurales.
| Localité            | Population |
| ------------------- | ---------- |
| Tlilapan            | 3476       |
| Tonalixco           | 1095       |
| Xochititla          | 139        |
| Amatitla            | 102        |
| Barrio de Ocotla    | 43         |
| Reste des localités | 24         |
| Total population    | 5258       |

En plus de l'espagnol, plusieurs langues amérindiennes sont parlées dans la municipalité, dont les principales sont par ordre d'importance : le nahuatl, et de manière plus marginale le mazatèque.

## Histoire
La ville de Tlilapan existe depuis le XVIe siècle.
La municipalité de Tlilapan est créée au lendemain de l'indépendance du Mexique.

## Économie

### Agriculture et élevage
La superficie des parcelles semées représentait en 2016 une surface totale de 52 hectares, parmi lesquels 23 hectares étaient voués à la culture du caféier, 15 hectares étaient voués à la culture du maïs, et 8 hectares étaient voués à celle de la canne à sucre.
En 2016, la production de viande par tonnes comprenait 2 tonnes de viande bovine, 8,3 tonnes de viande porcine, 0,7 tonnes de viande ovine, 473,2 tonnes de volailles, et 1,9 tonne de dinde. La superficie vouée à l'élevage représentait alors 19 hectares.